# Spagnola (sessualità)

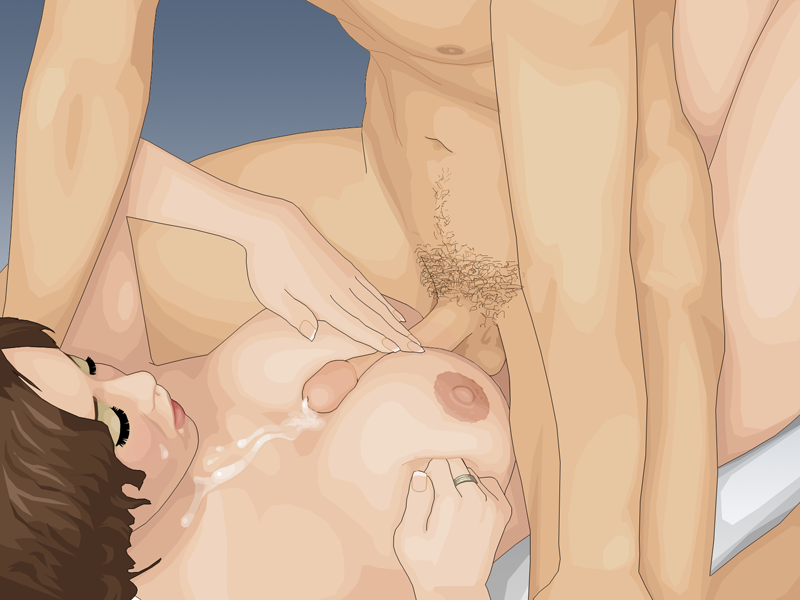
Illustrazione della "spagnola"

La spagnola è una pratica sessuale durante la quale l'uomo colloca e strofina il proprio pene eretto fra le mammelle della donna, nel solco intermammario. La donna può stringere il pene fra i suoi seni, oppure può essere l'uomo stesso a stringerlo afferrando le mammelle della donna, riproducendo così il canale vaginale.

## Descrizione

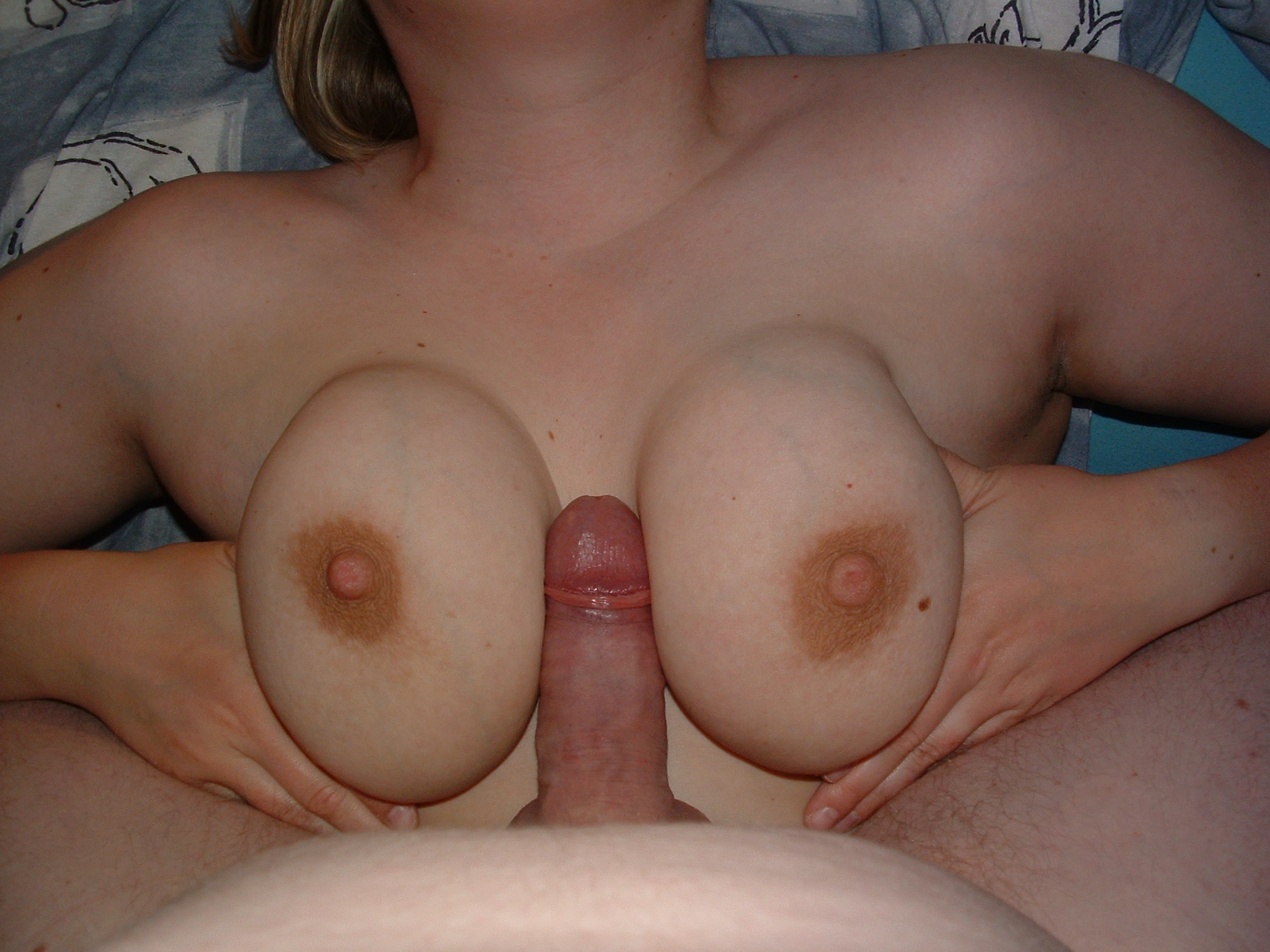
Esempio di spagnola

Per facilitare il raggiungimento dell'orgasmo può essere usato un lubrificante spalmato fra le mammelle o sul pene; frequentemente viene usata la saliva. In alcuni casi la spagnola può essere combinata con il sesso orale da parte della donna la quale, attraverso la fellatio, può stimolare l'eiaculazione dell'uomo. In una variante, la donna stringe i seni muovendoli su e giù in modo da eccitare il pene (che sta fermo) e portare l'uomo all'orgasmo.
In questo caso, la spagnola può essere intesa come una vera e propria masturbazione con l'ausilio delle mammelle. Quando l'uomo raggiunge l'orgasmo, lo sperma copre il solco intermammario e/o parte del seno; spesso raggiunge anche il viso della donna; quando copre il collo della donna, si parla di "collana di perle".